# طعمه (فیلم ۲۰۰۹)
طعمه (به انگلیسی: The Bait) یا بالادینا (به انگلیسی: Balladyna) فیلمی محصول سال ۲۰۰۹ و به کارگردانی داریوش زاویشلاک است. در این فیلم بازیگرانی همچون فی داناوی، سونیا بوخوشیه‌ویچ، میروسواف باکا، ووادیسواف کووالسکی و استفان فریدمان ایفای نقش کرده‌اند.